# Mapania linderi
Mapania linderi là loài thực vật có hoa trong họ Cói. Loài này được Hutch. ex Nelmes mô tả khoa học đầu tiên năm 1952.